# Rhamma
Rhamma là một chi bướm ngày thuộc họ Lycaenidae.